# Leptocera spinicaudata
Leptocera spinicaudata är en tvåvingeart som beskrevs av Papp 1973. Leptocera spinicaudata ingår i släktet Leptocera och familjen hoppflugor. Inga underarter finns listade i Catalogue of Life.